# Crestline (Ohio)
Crestline es una ciudad ubicada en los condados de Crawford y Richland en el estado estadounidense de Ohio. En el Censo de 2010 tenía una población de 4630 habitantes y una densidad poblacional de 563,75 personas por km².

## Geografía
Crestline se encuentra ubicada en las coordenadas 40°47′1″N 82°44′44″O / 40.78361, -82.74556. Según la Oficina del Censo de los Estados Unidos, Crestline tiene una superficie total de 8.21 km², de la cual 8.2 km² corresponden a tierra firme y (0.16%) 0.01 km² es agua.

## Demografía
Según el censo de 2010, había 4630 personas residiendo en Crestline. La densidad de población era de 563,75 hab./km². De los 4630 habitantes, Crestline estaba compuesto por el 94.08% blancos, el 2.7% eran afroamericanos, el 0.24% eran amerindios, el 0.48% eran asiáticos, el 0.02% eran isleños del Pacífico, el 0.19% eran de otras razas y el 2.29% pertenecían a dos o más razas. Del total de la población el 1.06% eran hispanos o latinos de cualquier raza.